# Myrmica ritae
Myrmica ritae  (лат.) — вид мелких муравьёв рода Myrmica (подсемейство мирмицины).

## Распространение
Южная Азия: северная Мьянма и Таиланд (данные из южного Китая и Непала требуют подтверждения). Обнаружены на высотах от 1000 до 1950 метров над уровнем моря. В Таиланде обнаружено гнездо в древесине

## Описание
Мелкие коричневые муравьи (с желтоватой головой и ногами), длина тела около 5 мм с очень длинными шипиками заднегруди. Почти всё тело (голова и грудка, стебелёк) покрыто грубыми продольными морщинками. На голове между морщинками пунктуры и сетчатость отсутствуют. Скапус усика рабочих длинный; петиоль также удлинённый. Стебелёк между грудкой и брюшком состоит из двух члеников: петиолюса и постпетиолюса (последний четко отделен от брюшка), жало развито, куколки голые (без кокона).

## Систематика
Близок к видам из комплекса Myrmica ritae-complex и группы Myrmica ritae-group, отличаясь прямыми продольными морщинками тела и желтоватой головой, контрастирующей с коричневой грудкой. Наиболее отличительной чертой данного вида служат экстремально грубая скульптура верхней поверхности головы, где на уровне между лобными валиками и глазами расположены только 4 морщинки (только виды Myrmica pulchella, Myrmica sinensis, Myrmica emeryi, Myrmica margaritae обладают сходными признаками грубой морщинистости). Вид был впервые описан в 1889 году итальянским мирмекологом Карлом Эмери по двум типовым экземплярам, найденным в 1887 году в северной Бирме. Название вида предположительно дано в честь супруги автора Риты Эмери (Rita Emery).